# Carl Arnold (1794–1873)
Carl Anton Heinrich Arnold, född 6 mars 1794 i Mergentheim i Tyskland, död 11 november 1873, i Kristiania i Norge, var en norsk pianist, organist, dirigent och tonsättare av tysk börd, far till Carl Arnold (1824-1867).

## Biografi
Arnold, som hade varit elev till bland andra Aloys Schmitt och Johann Anton André, kom som politisk flykting till Norge och ledde där Det philharmoniske selskab 1849-63. 
Han var organist i Trefaldighedskirken från 1857. Arnold var lärare till bland andra Halfdan Kjerulf och Johan Svendsen.
Carl Arnold invaldes som utländsk ledamot nr. 75 av Kungliga Musikaliska Akademien den 14 november 1840.

## Verk
- Symfoni i D-dur
- Fantasi för orkester med obligat violoncell
- Kantat till Karl den XV:s kröning 1860.